# Seleção Tonganesa de Futebol Feminino
A Seleção Tonganesa de Futebol Feminino é a representante do país nas competições futebolísticas femininas. Ela é controlada pela Associação de Futebol de Tonga (TFA), entidade que é filiada a Confederação de Futebol da Oceania.
Em quatro participações no campeonato continental, possui sua melhor campanha em 2007, quando terminou em terceiro lugar. A seleção nunca se classificou para um campeonato mundial, tanto com a seleção principal quanto com as seleções de bases. Tonga também não participou de nenhum evento futebolístico nos Jogos Olímpicos.

## História

### Campeonato da Oceania de Futebol Feminino
Em campeonatos continentais organizados pela Confederação de Futebol da Oceania (OFC), a seleção tonganesa participou apenas das últimas quatro edições realizadas. Em sua primeira participação, na edição de 2007, Tonga terminou em terceiro lugar de quatro disponíveis, conquistando um ponto. Quatro anos depois, em 2010, Tonga foi eliminada na fase de grupos, apesar de ter conquistado sua primeira vitória na história do torneio (2 a 1 sobre Fiji). Na edição de 2014, terminou em último lugar com apenas um ponto conquistado.[carece de fontes?] Em sua quarta participação, em 2018, conquistou sua segunda vitória, mas foi eliminada na fase de grupos.

#### Desempenho por edições
| Campeonato da Oceania de Futebol Feminino | Campeonato da Oceania de Futebol Feminino | Campeonato da Oceania de Futebol Feminino | Campeonato da Oceania de Futebol Feminino | Campeonato da Oceania de Futebol Feminino | Campeonato da Oceania de Futebol Feminino | Campeonato da Oceania de Futebol Feminino | Campeonato da Oceania de Futebol Feminino | Campeonato da Oceania de Futebol Feminino | Campeonato da Oceania de Futebol Feminino |
| Ano                                       | Resultado                                 | PJ                                        | V                                         | E                                         | D                                         | GM                                        | GC                                        | SG                                        |                                           |
| ----------------------------------------- | ----------------------------------------- | ----------------------------------------- | ----------------------------------------- | ----------------------------------------- | ----------------------------------------- | ----------------------------------------- | ----------------------------------------- | ----------------------------------------- | ----------------------------------------- |
| 1983                                      | Não participou                            | Não participou                            | Não participou                            | Não participou                            | Não participou                            | Não participou                            | Não participou                            | Não participou                            |                                           |
| 1986                                      | Não participou                            | Não participou                            | Não participou                            | Não participou                            | Não participou                            | Não participou                            | Não participou                            | Não participou                            |                                           |
| 1989                                      | Não participou                            | Não participou                            | Não participou                            | Não participou                            | Não participou                            | Não participou                            | Não participou                            | Não participou                            |                                           |
| 1991                                      | Não participou                            | Não participou                            | Não participou                            | Não participou                            | Não participou                            | Não participou                            | Não participou                            | Não participou                            |                                           |
| 1994                                      | Não participou                            | Não participou                            | Não participou                            | Não participou                            | Não participou                            | Não participou                            | Não participou                            | Não participou                            |                                           |
| 1998                                      | Não participou                            | Não participou                            | Não participou                            | Não participou                            | Não participou                            | Não participou                            | Não participou                            | Não participou                            |                                           |
| 2003                                      | Não participou                            | Não participou                            | Não participou                            | Não participou                            | Não participou                            | Não participou                            | Não participou                            | Não participou                            |                                           |
| 2007                                      | Terceiro lugar                            | 3                                         | 0                                         | 1                                         | 2                                         | 1                                         | 7                                         | –6                                        |                                           |
| 2010                                      | Terceiro lugar (Grupo B)                  | 3                                         | 1                                         | 0                                         | 2                                         | 2                                         | 8                                         | −6                                        |                                           |
| 2014                                      | Último lugar                              | 3                                         | 0                                         | 1                                         | 2                                         | 1                                         | 20                                        | −19                                       |                                           |
| 2018                                      | Terceiro lugar (Grupo B)                  | 3                                         | 1                                         | 0                                         | 2                                         | 1                                         | 23                                        | −22                                       |                                           |

## Categorias de base

### Seleção Olímpica
Tonga nunca participou de nenhum evento futebolístico dos Jogos Olímpicos. A seleção, no entanto, disputa a vaga no Torneio Qualificatório da OFC, iniciando em 2008, quando não conseguiu chegar à segunda fase. Na ocasião, a Nova Zelândia qualificou-se. Visando os Jogos Olímpicos de Verão de 2012, Tonga terminou em terceiro lugar no torneio qualificatório, sendo derrotada pela Papua-Nova Guiné.
Na edição posterior, em 2016, a primeira fase do torneio foi induzida no torneio de futebol dos Jogos do Pacífico de 2015. Na ocasião, a seleção de Papua-Nova Guiné conquistou o ouro e disputou com a Nova Zelândia a vaga nos Jogos Olímpicos.

### Sub-20
Incluindo a categoria sub-19 e sub-18, a seleção de Tonga participou de seis edições do Campeonato Feminino Sub-19 da OFC. O país inclusive foi sede da primeira edição, quando a seleção de Tonga integrou o grupo B junto com a Austrália e as Ilhas Cook. Após perder para as australianas por 11 a 0, Tonga empatou com Ilhas Cook e se classificou para as semifinais no torneio. No jogo eliminatório, porém, acabou sendo goleada pela Nova Zelândia (15–0).[carece de fontes?]
A seleção não participou da segunda edição, disputada em Papua-Nova Guiné. No entanto, na edição seguinte, em 2006, Tonga fez sua melhor campanha: na primeira fase, venceu as seleções de Vanuatu e Ilhas Salomão, sendo derrotada por goleada pela Nova Zelândia. A seleção chegou à decisão ganhando de Samoa na semifinal, mas foi novamente goleada pela Nova Zelândia e terminou com o vice campeonato.[carece de fontes?]
Quatro anos depois, a quarta edição foi disputada por quatro participantes, Tonga terminou em terceiro lugar com quatro pontos conquistados. Na sua próxima participação, na edição de 2014, conquistou novamente a terceira colocação.[carece de fontes?] No entanto, terminou na última colocação em 2015 e 2017.

#### Desempenho por edições
| Campeonato Feminino Sub-19 da OFC | Campeonato Feminino Sub-19 da OFC | Campeonato Feminino Sub-19 da OFC | Campeonato Feminino Sub-19 da OFC | Campeonato Feminino Sub-19 da OFC | Campeonato Feminino Sub-19 da OFC | Campeonato Feminino Sub-19 da OFC | Campeonato Feminino Sub-19 da OFC | Campeonato Feminino Sub-19 da OFC | Campeonato Feminino Sub-19 da OFC |
| Ano                               | Resultado                         | PJ                                | V                                 | E                                 | D                                 | GM                                | GC                                | SG                                |                                   |
| --------------------------------- | --------------------------------- | --------------------------------- | --------------------------------- | --------------------------------- | --------------------------------- | --------------------------------- | --------------------------------- | --------------------------------- | --------------------------------- |
| 2002                              | Terceiro lugar                    | 4                                 | 1                                 | 1                                 | 2                                 | 3                                 | 27                                | −24                               |                                   |
| 2004                              | Não participou                    | Não participou                    | Não participou                    | Não participou                    | Não participou                    | Não participou                    | Não participou                    | Não participou                    |                                   |
| 2006                              | Segundo lugar                     | 5                                 | 3                                 | 0                                 | 2                                 | 9                                 | 17                                | −8                                |                                   |
| 2010                              | Terceiro lugar                    | 3                                 | 1                                 | 1                                 | 1                                 | 5                                 | 12                                | −7                                |                                   |
| 2012                              | Não participou                    | Não participou                    | Não participou                    | Não participou                    | Não participou                    | Não participou                    | Não participou                    | Não participou                    |                                   |
| 2014                              | Terceiro lugar                    | 3                                 | 1                                 | 0                                 | 2                                 | 5                                 | 7                                 | −2                                |                                   |
| 2015                              | Último lugar                      | 4                                 | 0                                 | 2                                 | 2                                 | 7                                 | 23                                | −16                               |                                   |
| 2017                              | Último lugar                      | 5                                 | 0                                 | 1                                 | 4                                 | 3                                 | 21                                | −18                               |                                   |
| / 2019                            | Ainda não disputado               | Ainda não disputado               | Ainda não disputado               | Ainda não disputado               | Ainda não disputado               | Ainda não disputado               | Ainda não disputado               | Ainda não disputado               |                                   |

### Sub-17
Na categoria sub-17/sub-16; a seleção tonganesa participou de três edições do Campeonato Feminino Sub-17 da OFC. Tonga obteve seu pior resultado na primeira edição; disputada por quatro participantes, a seleção terminou em último lugar sem conquistar sequer um ponto. Após não participar da edição de 2012, Tonga retornou nas edições de 2016 e 2017, sendo eliminada na primeira fase em ambas as edições.

#### Desempenho por edições
| Campeonato Feminino Sub-17 da OFC | Campeonato Feminino Sub-17 da OFC | Campeonato Feminino Sub-17 da OFC | Campeonato Feminino Sub-17 da OFC | Campeonato Feminino Sub-17 da OFC | Campeonato Feminino Sub-17 da OFC | Campeonato Feminino Sub-17 da OFC | Campeonato Feminino Sub-17 da OFC | Campeonato Feminino Sub-17 da OFC | Campeonato Feminino Sub-17 da OFC |
| Ano                               | Resultado                         | PJ                                | V                                 | E                                 | D                                 | GM                                | GC                                | SG                                |                                   |
| --------------------------------- | --------------------------------- | --------------------------------- | --------------------------------- | --------------------------------- | --------------------------------- | --------------------------------- | --------------------------------- | --------------------------------- | --------------------------------- |
| 2010                              | Último lugar                      | 3                                 | 0                                 | 0                                 | 3                                 | 0                                 | 27                                | −27                               |                                   |
| 2012                              | Não participou                    | Não participou                    | Não participou                    | Não participou                    | Não participou                    | Não participou                    | Não participou                    | Não participou                    |                                   |
| 2016                              | Terceiro lugar (Grupo A)          | 3                                 | 1                                 | 0                                 | 2                                 | 4                                 | 19                                | −15                               |                                   |
| 2017                              | Terceiro lugar (Grupo B)          | 3                                 | 1                                 | 1                                 | 1                                 | 7                                 | 4                                 | +3                                |                                   |
| 2019                              | Ainda não disputado               | Ainda não disputado               | Ainda não disputado               | Ainda não disputado               | Ainda não disputado               | Ainda não disputado               | Ainda não disputado               | Ainda não disputado               |                                   |